# Устное повествованіе бывшаго запорожца... Никиты Леонтьевича Коржа
«Устное повествованіе бывшего запорожца, жителя Екатеринославськой губернии и уезда, селения Михайловки, Никиты Леонтьевича Коржа»(1842) — книга, видана в Одесі у 1842 році. Її змістом є переказ усної розповіді старого козака Микити Коржа про своє життя, історію Січі та її структуру, про закони та звичаї запорожців, про їхній побут та релігійне життя. Цінне історичне та етнографічнеджерело, що зберігає свою значимість донині, літературна пам'ятка, яка дає яскраве уявлення про рівень естетичних можливостей пересічного носія народної свідомості.

## Історія створення
Микита Леонтійович Корж (10.06.1731, м. Нові Кодаки (нині в межах м. Дніпро) — 11.11.1835, с. Михайлівка (нині с. Сурсько-Михайлівка) — типовий запорозький козак-гніздюк, представник «середнього класу» козацької верстви Вольностей, який у своїх спогадах описував Запорозьку Січ. Запорозький козак Микита Леонтійович Корж, оповіді якого стали важливим джерелом до історії запорозького краю, народився 30 травня 1731 року в містечку Нові Кодаки (нині входить до складу Новокодацького району м. Дніпра). Походив з родини запорозького козака Леонтія Тарана, що мешкала у військовій слободі Новий Кодак. У семирічному віці Микиту забрав хрещений батько, військовий старшина Яків Омелянович Качалов в Нову, або Підпільненську Січ (1734—1775). Хлопчик навчався військового мистецтва в січовій школі, ніс обов'язки джури разом із десятком інших дітлахів. Змужнівши, весь час знаходився поруч із своїм наставником. Старшина-запорожець володів зимівником на р. Сухій Сурі (притокою Мокрої Сури, басейн Дніпра), по його смерті Микита Корж став повноправним господарем зимівника. Згодом поряд з зимівником почали селитися інші запорозькі козаки та жителі навколишніх поселень — Діївки, Сухачівки, Нових Кодаків, і на цьому місці виникла слобода Михайлівка.
Запорожець Корж, якому вже було близько ста років, дуже добре пам'ятав старовину і вельми цікаво оповідав про неї. У 1828–31 роках спогади козака були записані архієпископом Катеринославським, Херсонським і Таврійським Гавриїлом (В. Ф. Розановим) та ректором Катеринославської семінарії архімандритом Іоаковом (Й. І. Вечерковим) і дійшли до наших часів під назвою «Устное повествованіе бывшего запорожца, жителя Екатеринославськой губернии и уезда, селения Михайловки, Никиты Леонтьевича Коржа».
Вперше уривки цих записів, у літературній обробці та з відповідними редакторськими правками, були оприлюднені з дозволу Гавриїла членом Одеського товариства — А. Скальковським на сторінках журналу «Министерства народного просвещения» 1838 р. в шостому і в 1839 р. в другому номері. Пізніше, в 1842 році, усні оповідання були видані самим архієпископом окремою книжкою в Одесі під заголовком: «Устное повествованіе бывшаго запорожца, жителя Екатеринославской губерніи и уезда, селенія Михайловки Никиты Леонтьевича Коржа». У передмові, написаній ним до видання, Гавриїл зазначав, що публікує усні спогади М. Коржа в тих самих словах, виразах і зворотах, які були притаманні самому оповідачеві. Це, звичайно, не більше ніж хід, спрямований на те, щоб підвищити довіру читача до «Устного повествованія…», адже насправді мова оповідача збережена лише в окремих місцях тексту. Решта ж є літературизованим переказом почутого Гавриїлом, який навіть стилем своїм нагадував мову всіх історичних праць, які вийшли з-під його пера.
Текст оповіді М. Коржа складається з одинадцяти тематичних блоків-оповідань. Окрім другого, восьмого та дев'ятого розділів, присвячених подіям, які сталися після 1775 р., всі інші своєю центральною темою мають історію повсякденного життя на Запорожжі за Нової Січі: норми звичаєвого козацького права, споконвічні традиції січовиків, колоритні подробиці побуту — такою є оповідна канва тексту. Найбільш цінним джерелом соціальної історії запорозького козацтва XVIII ст., безперечно, є розділи IV—VI: «Права запорозькі й закони», «Про смертні страти запорожців» і «Про запорозькі звичаї та обряди». У них маємо детальні описи гайдамацьких виправ січової сіроми, практик обрання курінної і військової старшини, особливостей регулювання міжособистісних відносин усередині козацької громади за допомогою традиційного звичаєвого права.
«Устное повествованіе бывшаго запорожца…. Никиты Леонтьевича Коржа» використовували у своїх працях багато українських істориків, зокрема, А. О. Скальковський в його «Історії Нової Січі», Д. І. Яворницький в «Історії запорозьких козаків», «Вольностях запорозьких козаків», «Запорожжя в залишках старовини та переказах народу», «Нарисах з історії запорозьких козаків та Новоросійського краю» та ін. Матеріалами М. Л. Коржа користувалися П. Куліш, О. Стороженко, М. Є. Слабченко, В. О. Голобуцький, О. М. Апанович, О. Й. Дружиніна, Д. І. Дорошенко, Н. Д. Полонська-Василенко, І. П. Крип'якевич та багато інших дослідників історії Запорожжя. На думку дослідника «Устного повествованія..» В. О. Біднова, «не буде перебільшенням вказати, що ні одного труда так охоче й часто не цитують вони, як ці усні оповідання самовидця старого запорізького життя».